# Luis F. Emilio
Luis Fenellosa Emilio (22 de diciembre de 1844-16 de septiembre de 1918) fue un militar estadounidense, capitán en el 54.º Regimiento de Infantería de Voluntarios de Massachusetts, un regimiento de la Unión durante la Guerra de Secesión estadounidense.

## Biografía
Emilio nació el 22 de diciembre de 1844 en Salem, Massachusetts, hijo de un inmigrante español que se ganaba la vida como profesor de música. Aunque la edad mínima para el servicio en el Ejército de la Unión era de 18 años, en 1861, a los 16 años, Emilio dijo que tenía 18 años y se alistó en la Compañía F de la 23.º Regimiento de Infantería de Voluntarios de Massachusetts. Era notablemente valiente y firme, y en septiembre de 1862 había sido ascendido al rango de sargento.
Emilio estaba entre el grupo de oficiales originales del 54.º Regimiento seleccionados por el gobernador de guerra de Massachusetts, John Albion Andrew. Se incorporó como segundo teniente el 30 de marzo de 1863. Dos semanas después, fue ascendido a teniente primero y el 27 de mayo fue nombrado capitán de la Compañía E. El capitán Emilio emergió del feroz asalto al Fuerte Wagner del 18 de julio de 1863 como comandante interino del regimiento, ya que todos los demás oficiales de alto rango habían resultado muertos o heridos.
En su informe sobre el asalto a Fuerte Wagner, el general de brigada Truman Seymour, comandante de las fuerzas de los Estados Unidos, escribió desde Morris Island, Carolina del Sur, el 7 de noviembre de 1863:
Al salir de la zanja hacia el parapeto, se obstinaron en resistir con la bayoneta nuestro avance. A pesar de estas dificultades, los hombres lograron que el enemigo se deshiciera de la mayoría de sus armas, y muchos siguieron al enemigo hacia el fuerte. Fue aquí, en la cresta del parapeto, donde cayó el coronel Shaw; aquí cayeron los capitanes Russell y Simpkins; aquí también fueron heridos la mayoría de los oficiales. Los colores del regimiento llegaron a la cresta, y fueron combatidos por el enemigo; la bandera del Estado fue arrancada de su asta, pero el asta permanece con nosotros. Las granadas de mano se añadieron a los misiles dirigidos contra los hombres. La lucha se prolongó durante una hora, cuando se vieron obligados a abandonar el fuerte, los hombres formaron una línea a unas setecientas yardas del fuerte, bajo el mando del capitán Luis F. Emilio, el noveno capitán de la línea; otros capitanes fueron muertos o heridos. El regimiento mantuvo el frente hasta que fue relevado por el Décimo de Connecticut a eso de las dos de la mañana del día 19.
El capitán Emilio luchó con el 54.º Regimiento durante más de tres años de peligrosos combates, incluida la batalla de Olustee en Florida, abandonando el Ejército de la Unión el 29 de marzo de 1865, cuando aún no había cumplido los 21 años.
Después de la guerra, se dedicó al negocio inmobiliario, primero en San Francisco y luego en Nueva York. Después de ayudar a dos viejos camaradas a documentar la historia del 23.º Regimiento de Massachusetts a mediados de la década de 1880, comenzó a trabajar en su propia documentación de la historia del 54.º Regimiento, publicando la primera edición de Brave Black Regiment en 1891 y la edición revisada en 1894. Murió en Nueva York el 16 de septiembre de 1918 después de una larga enfermedad y fue enterrado en el cementerio de Harmony Grove en Salem, Massachusetts.